# North Prairie, Wisconsin
North Prairie là một làng thuộc quận Waukesha, tiểu bang Wisconsin, Hoa Kỳ. Năm 2006, dân số của làng này là 1571 người.